# Instituto Pátria
O Instituto Pátria foi fundado pela ex-presidente argentina Cristina Fernández de Kirchner. É dedicada a cooperação internacional entre a Argentina e os demais países da América Latina. Alguns ex-membros de seu gabinete ministerial são membros do instituto também, como Oscar Parrilli, Carlos Zannini e Teresa Parodi.